# Дункан, Чарльз Уильям
Чарльз Уильям Дункан-младший (англ. Charles William Duncan Jr.; 9 сентября 1926 — 18 октября 2022) — американский бизнесмен и политик, министр энергетики США (1979—1981).

## Биография
Дункан родился 9 сентября 1926 года в Хьюстоне (Техас) первым сыном в семье Чарльза-старшего и Мэри Лилиан. Два года служил в Воздушном корпусе армии США во время Второй мировой войны. В 1947 году Дункан окончил Университет Райса по специальности инженер-химик. В 1957 году он присоединился к семейному бизнесу в Duncan Coffee Company, которую основали его отец и дядя ещё в 1918 году. Через год Дункан-младший стал президентом компании. 8 мая 1964 года Duncan Coffee объединилась с Coca-Cola Company, и Дункан вошёл в совет директоров.
В 1977—1979 годах Дункан был заместителем министра обороны США при Джимми Картере. После он стал министром энергетики, занимая должность до 1981 года.

## Личная жизнь
Чарльз был женат на Энн Дункан. У них родилось двое детей.